# Theridion quadratum
Theridion quadratum là một loài nhện trong họ Theridiidae.
Loài này thuộc chi Theridion. Theridion quadratum được Octavius Pickard-Cambridge miêu tả năm 1882.